# Graham Hedman
Graham Hedman (ur. 6 lutego 1979 w Witham) – brytyjski lekkoatleta specjalizujący się w biegach sprinterskich, wicemistrz Europy z Göteborga (2006) w sztafecie 4 × 400 metrów. Uczestnik mistrzostw Europy w Barcelonie (2010) w sztafecie 4 × 400 metrów (I miejsce w półfinale, w finale nie startował).

## Sukcesy sportowe
- 2005 – Florencja, Superliga pucharu Europy – 1. miejsce w sztafecie 4 × 400 m
- 2006 – Göteborg, mistrzostwa Europy – srebrny medal w sztafecie 4 × 400 m
- 2010 – Barcelona, mistrzostwa Europy – srebro w sztafecie 4 × 400 m (biegł tylko w eliminacjach)

- Medalista mistrzostw Wielkiej Brytanii.

## Rekordy życiowe
- bieg na 100 metrów – 10,64[2] – Londyn 08/05/2004
- bieg na 200 metrów – 21,02[3] – Birmingham 03/07/2004
- bieg na 400 metrów – 45,84 – Gateshead 11/06/2006